# Via Augusta Sallentina
La via Augusta Sallentina è una strada romana costiera di origine messapica, passante lungo il versante ionico della penisola salentina, che collegava Taranto a Otranto passando per Carosino, Fragagnano, Manduria, Avetrana, Nardò, Alezio, Racale, Ugento, Vereto, Castro e Vaste.  La via costituiva il naturale prolungamento della via Appia, anche se spesso ci si riferisce a lei come via Traiana.
Riportata per la prima volta solamente nella Tabula Peutingeriana, si ritiene di conseguenza che sia stata immessa nel sistema postale romano, il cursus publicus, solo alla fine del IV secolo.

## Storia
Le prime tracce di questa antica strada risalgono all'età messapica (in questo periodo la via poté assistere alla morte del re di Sparta Archidamo III sotto le mura di Manduria nel 338 a.C), momento anche di massima importanza per la via Sallentina che in età romana (in questo periodo la strada poté assistere invece alla sconfitta di Manduria per mano di Quinto Fabio Massimo Verrucoso durante la guerra annibalica nel 209 a.C. e il passaggio dell'imperatore Vespasiano di ritorno da Alessandria d'Egitto a Roma), sebbene profondamente migliorata in epoca traianea, avrebbe perso infatti la centralità viaria per diventare influente solamente a livello locale nel collegamento offerto fra il porto di Leuca e la via Appia, che, stando a Strabone, era più comodo, quindi preferibile, rispetto alla corrispondente navigazione di cabotaggio.
Dopo la caduta dell'Impero romano la via Sallentina venne pian piano abbandonata a se stessa e, sebbene venisse ancora utilizzata in un primo tempo dai bizantini, col passare del tempo andò in rovina.

## Denominazione
Il nome di questa via è fatto discendere da un'epigrafe dedicata a Quinto Fabio Balbo, indicato come curatore della via Augusta Sallentina.
Descritta dal Muratori, questi ne dubitò della veridicità in quanto ai suoi tempi non vi erano prove dell'esistenza della legio II Agrippa e della Via Augusta Sallentina (riporta inoltre che l'epigrafe fu esposta nella città di Lecce da Giovanni Bernardino Tafuri); fu invece ritenuta autentica dal Galateo e dal Corcia e citata da numerosi altri autori.
La dizione odierna utilizzata dagli studiosi per riferirsi alla via è "via Sallentina".